# Ammotrypane breviata
Ammotrypane breviata är en ringmaskart som beskrevs av Ehlers 1913. Ammotrypane breviata ingår i släktet Ammotrypane och familjen Opheliidae. Inga underarter finns listade i Catalogue of Life.